# Law & Order (14.ª temporada)
A décima quarta temporada da série americana Law & Order foi exibida do dia 24 de setembro de 2003 até o dia 19 de maio de 2004. Transmitida pelo canal NBC, a temporada teve 24 episódios.

## Episódios
| #T | #S  | Título                       | Transmissão original  | Notas                                                                               |
| -- | --- | ---------------------------- | --------------------- | ----------------------------------------------------------------------------------- |
| 1  | 302 | "Bodies"                     | 24 de setembro, 2003  | Baseado no caso Robert Garrow.                                                      |
| 2  | 303 | "Bounty"                     | 1 de outubro, 2003    | Baseado no caso Andrew Luster e no escândalo do The New York Times de Jayson Blair. |
| 3  | 304 | "Patient Zero"               | 8 de outubro, 2003    |                                                                                     |
| 4  | 305 | "Shrunk"                     | 22 de outubro, 2003   | Baseado no caso Phil Spector.                                                       |
| 5  | 306 | "Blaze"                      | 29 de outubro, 2003   | Inspirado no incêndio do clube noturno The Station.                                 |
| 6  | 307 | "Identity"                   | 5 de novembro, 2003   |                                                                                     |
| 7  | 308 | "Floater"                    | 12 de novembro, 2003  | Baseado nos casos de suborno do juiz Gerald Garson.                                 |
| 8  | 309 | "Embedded"                   | 19 de novembro, 2003  | Inspirado na controversa cobertura da guerra de Geraldo Rivera.                     |
| 9  | 310 | "Compassion"                 | 26 de novembro, 2003  |                                                                                     |
| 10 | 311 | "Ill-Conceived"              | 3 de dezembro, 2003   |                                                                                     |
| 11 | 312 | "Darwinian"                  | 7 de janeiro, 2004    | Inspirado no caso Chante Mallard/Gregory Biggs e no incidente de Lizzie Grubman.    |
| 12 | 313 | "Payback"                    | 14 de janeiro, 2004   | Inspirado no julgamento de Vincent Gigante.                                         |
| 13 | 314 | "Married with Children"      | 4 de fevereiro, 2004  | Inspirado no debate atual do direito de ter filhos de casais gays.                  |
| 14 | 315 | "City Hall"                  | 11 de fevereiro, 2004 | Baseado no caso James E. Davis.                                                     |
| 15 | 316 | "Veteran's Day"              | 18 de fevereiro, 2004 |                                                                                     |
| 16 | 317 | "Can I Get a Witness?"       | 25 de fevereiro, 2004 |                                                                                     |
| 17 | 318 | "Hands Free"                 | 3 de março, 2004      |                                                                                     |
| 18 | 319 | "Evil Breeds"                | 24 de março, 2004     |                                                                                     |
| 19 | 320 | "Nowhere Man"                | 31 de março, 2004     | Inspirado no assassinato de Jonathan Luna.                                          |
| 20 | 321 | "Everybody Loves Raimondo's" | 14 de abril, 2004     | Inspirado no assassinato de 2004 no restaurante Rao's.                              |
| 21 | 322 | "Vendetta"                   | 21 de abril, 2004     | Baseado no Caso Steve Bartman.                                                      |
| 22 | 323 | "Gaijin"                     | 28 de abril, 2004     | Baseado no caso Kazuyoshi Miura.                                                    |
| 23 | 324 | "Caviar Emptor"              | 12 de maio, 2004      |                                                                                     |
| 24 | 325 | "C.O.D."                     | 19 de maio, 2004      | Último episódio do detetive Lennie Briscoe.                                         |

A denominação #T corresponde ao número do episódio na temporada e a #S corresponde ao número do episódio ao total na série

## Elenco

### Law
- Jerry Orbach - Detetive Lennie Briscoe
- Jesse L. Martin - Detetive Ed Green
- S. Epatha Merkerson - Tenente Anita Van Buren

### Order
- Sam Waterston - Jack McCoy
- Elisabeth Röhm - Serena Southerlyn
- Fred Dalton Thompson - Arthur Branch